# 山北町指定文化財一覧
山北町指定文化財一覧（やまきたまちしていぶんかざいいちらん）は、神奈川県足柄上郡山北町指定の文化財や史跡等を一覧形式でまとめたものであるが、全てを掲載しているわけではない。

## 有形文化財
- 懸仏 〔山北町岸〕 1997年6月25日指定 ※岡部家所有
- 春日舎利厨子 〔山北町平山〕 1997年6月25日指定 ※不動尊常実坊所有
- 箱根権現縁起絵巻（上下2巻） 〔山北町平山〕 2002年11月28日指定 ※平井家所有
- 木造文殊菩薩坐像 〔山北町岸〕 2002年11月28日指定 ※般若院所有
- 木造薬師如来坐像 〔山北町清水〕 2002年11月28日指定 ※清龍寺所有
- 石造地蔵菩薩坐像 〔山北町清水〕 2002年11月28日指定 ※清龍寺所有
- 銅像十一面観音菩薩立像 〔山北町清水〕 2002年11月28日指定 ※満蔵寺所有
- 木造釈迦如来坐像 〔山北町清水〕 2002年11月28日指定 ※円通寺所有
- 木造聖観音菩薩坐像 〔山北町岸〕 2004年11月25日指定 ※福昌寺所有
- 金箔押烏帽子形兜 〔山北町岸〕 2004年11月25日指定 ※般若院所有

## 無形文化財
- 川村囃子（山北） 〔山北町山北（宮地）〕 1975年7月17日指定
- 川村囃子（岸） 〔山北町岸（越地）〕 1975年7月17日指定
- 白簱神社祭り囃子 〔山北町清水（谷ヶ）〕 2004年11月25日指定

## 天然記念物
- 室生神社のいちょう 〔山北町山北（宮地）〕 1984年2月1日指定
- 八幡神社のくすのき 〔山北町岸（越地）〕 1984年2月1日指定
- 室生神社のぼだいじゅ 〔山北町山北（宮地）〕 1985年10月1日指定
- 頼朝さくら 〔山北町共和（都夫良野）〕 1986年8月1日指定